# 三陸鉄道36-500形気動車
三陸鉄道36-500形気動車（さんりくてつどうさんりく500がたきどうしゃ）は、かつて三陸鉄道に在籍した普通列車用気動車である。

## 概要
1994年（平成6年）2月22日に南リアス線甫嶺駅付近で発生した列車脱線転覆事故で廃車となった36-100・200形2両の補充として、同年12月に36-501の1両が新潟鐵工所で製造された。
JR九州キハ125形タイプの軽快気動車ではあるが、車体塗装はアイボリーホワイト地に赤と青のストライプと、在来車である36-100・200形との混結を意識したものが採用された。
車体は、車両前後に運転台と貫通扉を備え、片側2カ所に自動・半自動切り替え可能の客用扉を備えていた。客室内は車体中央部にボックスシート、その他はロングシートの座席配置で、出入り口付近には車椅子スペース、宮古側の客用扉脇にトイレが設置されていた。冷房は機関直結式のAU26（31,000 kca/h）、暖房は温水温風ファン方式（42,400 kcal/h）で、乗務員室に1基、客室内に6基のファンヒーターが備えられていた。
機関はDMF13HZ、変速機は液体式のTACN-22-1600（変速1段直結2段）で共に新潟鐵工所製。このうち、変速機は在来車との混結に対応するため、変速段と直結段の切り替えは手動となっていた（直結段の切り替えは自動）。常用ブレーキはDE1A形の自動空気ブレーキで、応過重装置が備えられていた。台車は空気ばね装備・2軸駆動のNP-116で、動台車には落葉対策として砂まき装置が設置されていた。

## 運用
1995年（平成7年）2月より運行を開始した。主に北リアス線で運用されていたが、2009年（平成21年）3月に廃車となり、2012年（平成24年）11月に解体された。